# ألكسندرا كادانتو
ألكسندرا كادانتو (بالرومانية: Alexandra Cadanțu)‏ مواليد 3 مايو 1990 في بوخارست، هي لاعبة كرة مضرب رومانية تلعب باليد اليمنى. أعلى تصنيف لها في تصنيف رابطة محترفات كرة المضرب في الفردي كان المركز الـ 59 في سنة 2014.

## النهائيات

### الفردي: 1 (الوصافة 1)
| الحصيلة | الرقم | التاريخ        | البطولة                   | الأرضية | المنافس     | النتيجة  |
| ------- | ----- | -------------- | ------------------------- | ------- | ----------- | -------- |
| الوصافة | 1.    | 26 فبراير 2012 | مونتيري المفتوحة، المكسيك | صلبة    | تيميا بابوش | 4–6, 4–6 |

### الزوجي: 2 (الألقاب 1, الوصافة 1)
| الحصيلة | الرقم | التاريخ       | البطولة                   | الأرضية | الشريك              | المنافس                         | النتيجة               |
| ------- | ----- | ------------- | ------------------------- | ------- | ------------------- | ------------------------------- | --------------------- |
| الوصافة | 1.    | 28 أبريل 2012 | فاس، المغرب               | ترابية  | ايرينا كاميليا باغو | بيترا سيتكوفسكا ألكسندرا بانوفا | 6–3, 6–7(5–7), [9–11] |
| الفوز   | 1.    | 13 يوليو 2014 | بوخارست المفتوحة، رومانيا | ترابية  | إيلينا بوغدان       | كاجلا بيوكاككاي كارين كناب      | 6–4, 3–6, [10–5]      |

## الخط الزمني للفردي
مفتاح
| ف | ن | ن.ن | ر.ن | د# | د.م | ل | أ.أ | ت | غ | ب | ف | ذ | م.خ | ل.ت |

(ف) فاز بالبطولة (ن) وصل النهائي (ن.ن) نصف النهائي (ر.ن) ربع النهائي (د#) الأدوار الأربعة الأولى (د.م) دور المجموعات (ل) شارك في كأس ديفيز (أ.أ) خرج من الأدوار الاولى (ت) خسر التصفيات التأهيلية (غ) غاب عن الحدث أو البطولة (ب) حصل على ميدالية برونزية (ف) حصل على ميدالية فضية (ذ) حصل على ميدالية ذهبية (م.خ) بطولة الماسترز خُفضت إلى مرتبة أقل (ل.ت) البطولة لم تعقد في السنة المعينة.
لتجنب الارتباك وازدواجية الحساب، يتم تحديث هذه المعلومات إما في نهاية البطولة، أو عندما تكون مشاركة اللاعب في البطولة قد انتهت.
| الدورة             | 2012 | 2013 | 2014 | ف-خ  |
| ------------------ | ---- | ---- | ---- | ---- |
| دورات الجراند سلام |      |      |      |      |
| أستراليا المفتوحة  | د1   | د1   | د1   | 0–3  |
| فرنسا المفتوحة     | د1   | د1   | د1   | 0–3  |
| بطولة ويمبلدون     | د1   | د2   | د1   | 1–3  |
| أمريكا المفتوحة    | د1   | د1   |      | 0–2  |
| فوز-خسارة          | 0–4  | 1–4  | 0–3  | 1–11 |

## الخط الزمني للزوجي
مفتاح
| ف | ن | ن.ن | ر.ن | د# | د.م | ل | أ.أ | ت | غ | ب | ف | ذ | م.خ | ل.ت |

(ف) فاز بالبطولة (ن) وصل النهائي (ن.ن) نصف النهائي (ر.ن) ربع النهائي (د#) الأدوار الأربعة الأولى (د.م) دور المجموعات (ل) شارك في كأس ديفيز (أ.أ) خرج من الأدوار الاولى (ت) خسر التصفيات التأهيلية (غ) غاب عن الحدث أو البطولة (ب) حصل على ميدالية برونزية (ف) حصل على ميدالية فضية (ذ) حصل على ميدالية ذهبية (م.خ) بطولة الماسترز خُفضت إلى مرتبة أقل (ل.ت) البطولة لم تعقد في السنة المعينة.
لتجنب الارتباك وازدواجية الحساب، يتم تحديث هذه المعلومات إما في نهاية البطولة، أو عندما تكون مشاركة اللاعب في البطولة قد انتهت.
| الدورة             | 2012 | 2013 | 2014 | ف-خ |
| ------------------ | ---- | ---- | ---- | --- |
| دورات الجراند سلام |      |      |      |     |
| أستراليا المفتوحة  |      |      | د1   | 0–1 |
| فرنسا المفتوحة     | د1   |      |      | 0–1 |
| بطولة ويمبلدون     | د1   |      |      | 0–1 |
| أمريكا المفتوحة    | د1   | د1   |      | 0–2 |
| فوز-خسارة          | 0–3  | 0–1  | 0–1  | 0–5 |

## روابط خارجية
- ألكسندرا كادانتو على موقع رابطة محترفات التنس (الإنجليزية)
- ألكسندرا كادانتو على موقع الاتحاد الدولي لكرة المضرب (الإنجليزية)
- ألكسندرا كادانتو على موقع خلاصة التنس.كوم (الإنجليزية)